# Gulumbu Yunupingu
Gulumbu Yunupingu (* 1943 bei Gunyangara auf der Gove-Halbinsel, Arnhemland im Northern Territory, Australien; † 10. Mai 2012 ebenda) war eine Künstlerin und Frauen-Elder der Gumatj, einem Clan des Aboriginesstamms der  Yolngu.

## Name
Entsprechend der Sepulkralkultur der Yolngu soll nach ihrem Tod ihr Vorname nicht mehr genannt und ihr Bild nicht mehr gezeigt werden, stattdessen sollen die Bezeichnungen Ms Yunupingu oder Djotarra verwendet werden.

## Person und Familie
Über das frühe Leben der Künstlerin ist wenig bekannt. Ihr Vater hieß Munggurrawuy Yunupingu und ihre Mutter Makurrngu, beide waren Elder. Sie hatten vier gemeinsame Kinder, von denen drei früh starben. Ihr Mann war auch ein Künstler, der im Jahr 1990 den National Aboriginal and Torres Strait Islander Art Award First Prize. 26 Jahre vor ihrem Tod übersetzte sie die Bibel in Gumatj, einem Dialekt der Yolgnu-Sprache Matha. Als Frauen-Elder gehörten zu ihren Aufgaben die Bewahrung der Aborigines-Kultur wie auch die entsprechende Unterrichtung der Clan-Kinder. Sie praktizierte auch als Heilerin. Ihre jüngeren Brüder waren Galarrwuy Yunupingu und der im Juni 2013 verstorbene Bandleader Mr Yunupingu der Yothu Yindi.
Sie war mit dem Künstler Mutitjpuy Munungurr (1932–1993) verheiratet.

## Werk
Ihre Werke wurden national und international ausgestellt. Die Themen ihrer Arbeiten behandelten hauptsächlich das Universum und die Sterne. Mit ihrem Kunstwerk Garak, The Universe gewann sie den 21st Telstra National Aboriginal and Torres Strait Islander Art Award, der ihr im Mai 2004 im Museum and Art Gallery of the Northern Territory in Darwin übergeben wurde. Der Preis war mit AUD 40.000 dotiert. 2006 wurde anlässlich der Wiedereröffnung des Musée du quai Branly in Paris ein Werk von ihr ausgestellt. Im Jahr 2012 wurde ein 7 mal 3 Meter großes Werk aus Holz von ihr im Gebäude der Australian National University aufgestellt. Das etwa eine Tonne wiegende Kunstwerk Garrurru stellt ein Segel der Makassaren dar, die mit ihren Segelschiffen jahrhundertelang zum Trepang-Fang vor die Nordküste Australiens kamen.